# Marion Philadelphia
Marion Philadelphia (* 1960) ist eine deutsche Autorin, Journalistin und Übersetzerin, die in Los Angeles lebt. Sie hat eine Professur an der USC Marshall School of Business.

## Leben
Marion Philadelphia studierte in Hamburg Amerikanistik, Englische Literatur und Journalistik und Massenkommunikation. Nach dem Studium, das sie mit dem Master abschloss, wanderte sie in die USA aus und war in Los Angeles als Autorin, Übersetzerin, Public Relations Associate und Journalistin tätig. Sie arbeitete v. a. für die Unterhaltungs- und Filmindustrie.
Seit 2002 unterrichtet sie mit dem Schwerpunkt Unternehmenskommunikation an USC Marshall School of Business der University of Southern California, wo sie seit 2005 eine Professur innehat.
Ihr 1999 veröffentlichter historischer Roman über Jacob Philadelphia Der Gaukler der Könige hat nach eigenen Angaben eine autobiografische Motivation, da sie sich mit dem amerikanischen Zauberkünstler, der im Europa des ausgehenden 18. Jahrhunderts auftrat, verwandt glaubt.

## Veröffentlichungen
- Will school-based online faculty development be an effective tool for their professional growth? University of Southern California Los Angeles, 2013, ISBN 978-1-303-12522-5 (zugl. Dissertation)
- Der Gaukler der Könige. Roman. Blanvalet, München 1999, ISBN 978-3-7645-0071-9. Als Taschenbuch bei Goldmann, München 2001

Übersetzung aus dem Deutschen ins Englische
- Roland Jaeger: New Weimar on the Pacific: the Pazifische Presse and German exile publishing in Los Angeles 1942-48. Victoria Dailey Publisher, Los Angeles 2000, ISBN 0-9657858-2-3[3]
- Ulf Bankmann: A Prussian in Mexican California: Ferdinand Deppe, horticulturist, collector for European museums, trader and artist, in: The Southern California Quarterly, (Vol 84 No.1), Historical Society of California, 2002
- Roland Jaeger: Curious George and H.A. and Margret Rey, in: Firsts. The Book Collectors Magazine, Vol. 8, #12, December 1998.
- Karl With: Autobiography of Ideas. The Legacy of an Extraordinary Art Scholar, Gebrüder Mann Verlag, Berlin, 1997, ISBN 978-3-7861-1977-7